# Carrer Major de la Seu d'Urgell
El carrer Major, és un carrer de notable valor situat al centre històric de la ciutat pirinenca de la Seu d'Urgell (Alt Urgell). Es considera que té més valor arquitectònic que el carrer dels Canonges, encara que casa per casa potser no tingui un valor extraordinari, llevat d'algunes excepcions, però el conjunt forma una obra compacta i harmònica. Té forma de L i marca el límit entre la ciutat romana, l'altmedieval, i els nous barris creats al segle xiii.
Actualment és el carrer comercial per excel·lència i cada dimarts i dissabte hi té lloc el mercat de la Seu d'Urgell.

## Arquitectura

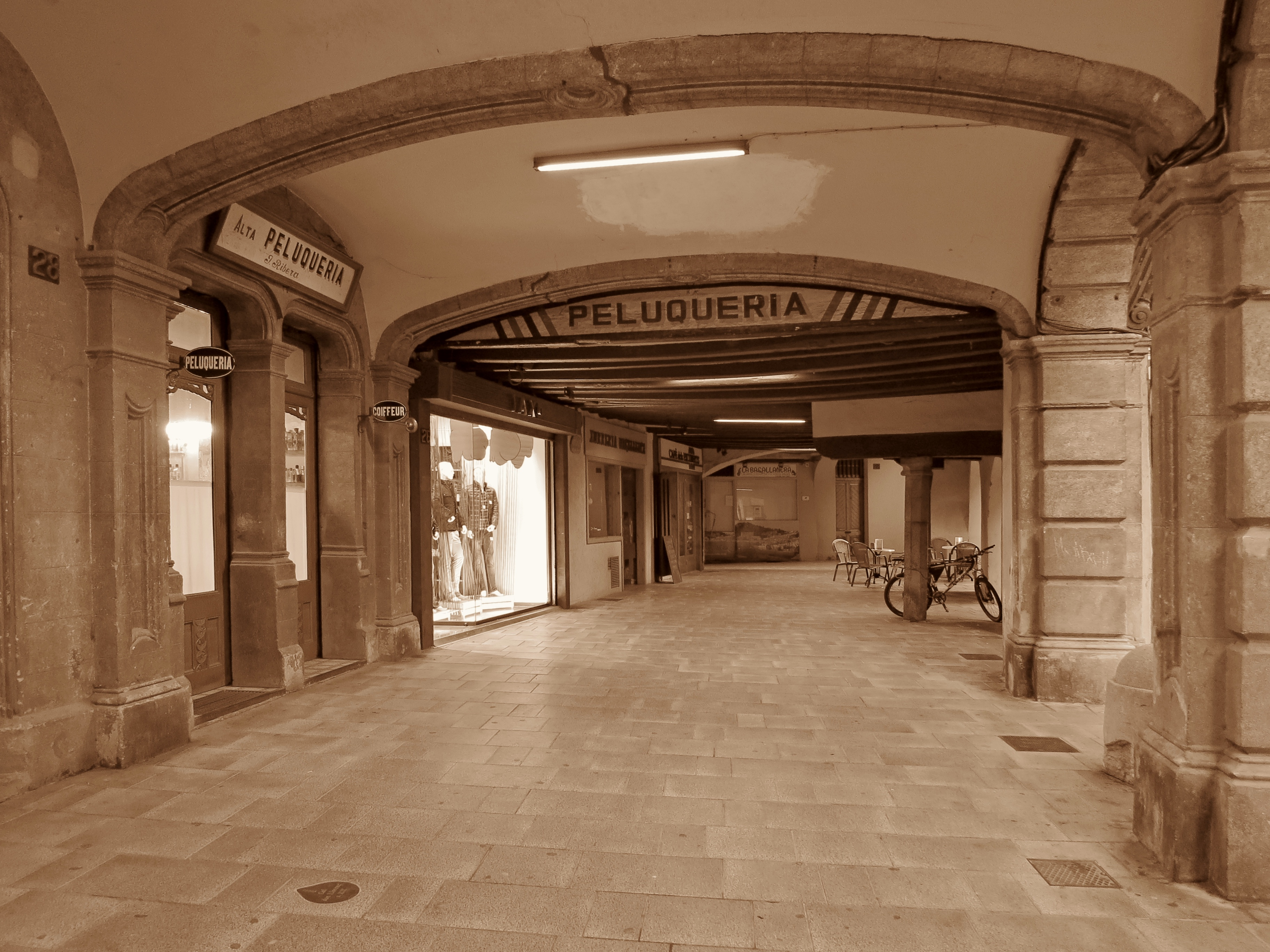
Pòrtics del carrer.

Els edificis són de regust classicista de gran interès pel moment en què es realitzà, bàsicament al segle xv. Tota la banda de ponent i del nord és porticada. Se'n destaquen diversos edificis. La casa de la ciutat és emplaçada al portal de Cerdanya, entre les esglésies de Sant Domènec i la Catedral. Ací hi hagué l'església romànica de Santa Eulàlia, de la qual resten vestigis a la part baixa dels murs actuals.
Al segle xi hom hi construí un hospital per a pobres. El 1473, essent cònsols Jaume Callmanya, N. Guilla, P. Soler i Sebastià Pi, com recorda la làpida de la façana, es bastí la primera casa de la vila. D'aleshores ençà ha sofert moltes refaccions, ampliacions i transformacions, sobretot a tramuntana. Ací hi ha una torre amb teulat de quatre vessants, ben singular i característic de la ciutat. Les pintures que hi ha a la sala d'actes són les mateixes que descrivia Zamora en el viatge que realitzà a la Seu d'Urgell el 21 de setembre de 1788.
A la part del nord del carrer es destaca el conjunt de cases que formen Cal Tarragona i Cal Pallerola-Feu, amb bells esgrafiats a les seves façanes. Ca Don Llorenç és un edifici de pedra amb profusió d'ornamentació; gairebé al davant hi ha Cal Sant, amb finestres gòtiques i, prop seu, les úniques teieres que resten a la ciutat. El conjunt de la plaça Patalín molt coneguda com la plaça del Mercat (anteriorment oficialment com plaça d'Espanya) resulta també força homogeni.
Al peu del Carrer Major cal esmentar Cal Joer, on s'inicien els porxos, i Cal Pinellet, pels treballs de les bigues i portes que hi ha al seu interior. Prop de la plaça del Carme, al carrer de la Perdiu hi ha una de les cases més antigues de la Seu, amb ràfec voladís sortint, pis superior més sortit que la planta baixa i façana de fang amb bigues creuades de fusta que el sostenen. En les cases d'aquesta vila vella hi ha tot un conjunt de caràtules i cares que ornamenten els caps de biga, de fusta o de pedra, com també petites capelletes o altarets oberts en petites fornícules a les façanes d'algunes cases.

### Ca Don Llorenç
Edifici d'habitatges particulars, de tres plantes, la seva façana realitzada en pedra i amb profusió d'ornamentació, destacant especialment el pis principal amb una balconada volada, amb un cos central tapat amb vidrieres i flanquejat per dues portes culminades per frontons curvilinis amb gran regust clàssic.

### Cal Pinellet
Es tracta d'un conjunt de 21 bigues tallades en les que s'hi representen, als extremes, bustos humans acompanyats de volutes. La part de decoració és de gairebé un metre, a la resta no hi ha ornamentació. Actualment es troben una eixida a nivell del quart pis, es creu, però, que originalment ocupaven un nivell inferior. No se sap quan es va construir l'edifici però sembla que es poden datar entre els s. xvii i xviii.

### Cal Serrano
En obrir una rasa al carrer a Cal Serrano, sota el nivell actual del sòl va aparèixer un arc amb dues espitlleres laterals. El mur estava format per carreus tallats força irregulars i de gran mida. Segons Villaró, aquestes restes, que no es van poder veure posteriorment, conformarien un "petit portal adovellat flanquejat per dues potents espitlleres amb el nivell d'ús a dos metres per sota del nivell del carrer actual, que formarien part d'una porta d'accés a La Seu d'època romana, probablement tardana".